# Ferizaj
Ferizaj (en albanès) o Uroševac (en serbi) és una municipalitat a Kosovo. És la tercera ciutat més gran de Kosovo i el centre administratiu del districte homònim.
Geogràficament, està ubicat a la part sud-est de Kosovo, a meitat de camí entre les ciutats de Pristina (Kosovo) i Skopje (Macedònia). Està a uns 230 quilòmetres al nord-est de Tirana, 55 quilòmetres al nord de Skopje, 300 quilòmetres a l'est de Sofia, 35 quilòmetres al sud de Pristina i 300 quilòmetres a l'est de Podgorica.